# Kysztowka
Kysztowka (ros. Кыштовка) – wieś (sieło) w Rosji, w obwodzie nowosybirskim, ośrodek administracyjny rejonu kysztowskiego. W 2021 liczyła 4974 mieszkańców.